# Sericulus ardens
El pergolero flamígero (Sericulus ardens) es una especie de ave paseriforme de la familia Ptilonorhynchidae endémica del sur de Nueva Guinea. Anteriormente se consideraba una subespecie el pergolero áureo.